# José Fernando Viana de Santana
José Fernando Viana de Santana (Rio de Janeiro, 27 maart 1987) – alias Fernandão – is een Braziliaans voetballer die doorgaans als aanvaller speelt.

## Clubcarrière
Fernandão begon zijn profcarrière in 2006 bij America FC. In 2008 tekende hij bij Tombense. Die club leende hem uit aan CR Flamengo, Volta Redonda FC, Macaé EFC, Paysandu SC, EC Democrata, Guarani FC en SE Palmeiras. In 2012 kwam de spits bij Atlético Paranaense terecht. Die club leende hem uit aan EC Bahia en Bursaspor. Tijdens het seizoen 2014/15 maakte Fernandão 22 doelpunten in 32 competitiewedstrijden in de Turkse Süper Lig, wat hem in de belangstelling bracht van Galatasaray SK en Fenerbahçe SK. Hij tekende in juni 2015 vervolgens een contract tot medio 2019 bij Fenerbahçe, dat circa €4.000.000,- voor hem betaalde aan Atlético Paranaense.